# Amoureux de la femme à barbe
Pour plus de détails, voir Fiche technique et Distribution.
Amoureux de la femme à barbe est un film français, de réalisateur inconnu avec Max Linder sorti en 1909.

## Synopsis
Max, qui semble un jeune homme un peu attardé, apprend ses leçons. Ses parents lui donne de l'argent en récompense de ses leçons bien apprises. Avec son petit pécule en poche, il s'offre une entrée aux cirque et tombe amoureux de la femme à barbe.  

## Fiche technique
- Titre : Amoureux de la femme à barbe
- Titre alternatif : In Love with the Bearded Woman (en), In eine bärtige Frau verliebt (at)
- Réalisation : Anonyme
- Pays d'origine :  France
- Métrage : 135 mètres
- Format : Noir et blanc - 1,33:1 - 35 mm
- Genre : Comédie
- Durée : 6 minutes
- Dates de sortie : 
  - Autriche : août 1909
  - Allemagne : 4 septembre 1909
  - France : 24 septembre 1909

## Distribution
- Max Linder